# 朗希尔·米克勒比斯特
朗希尔·米克勒比斯特（挪威語：Ragnhild Myklebust，1943年12月13日—），挪威女子冬季两项、越野滑雪、雪橇竞速运动员。她曾代表挪威参加1988年、1992年、1994年、1998年和2002年冬季残疾人奥林匹克运动会，获得二十二枚金牌、三枚银牌和二枚铜牌。